# Галлахер, Кевин
Ке́вин Уи́льям Га́ллахер (англ. Kevin William Gallacher; род. 23 ноября 1966 года, Клайдбанк, Уэст-Данбартоншир, Шотландия) — шотландский футболист и футбольный обозреватель. За национальную сборную Шотландии сыграл 53 матча, забил 9 голов.

## Биография
Кевин Галлахер стал игроком молодёжной команды «Данди Юнайтед» в 1983 году, когда этот клуб под руководством тренера Джима Маклина выиграл первый дивизион Шотландии и дошёл до полуфинала Кубка европейских чемпионов. В основной состав Галлахер был переведён в 1985 году, в 1987 году помог «Данди Юнайтед» дойти до финала Кубка УЕФА, в 1987 и 1988 годах играл в финале Кубка Шотландии. 17 мая 1988 года Галлахер дебютировал в составе национальной сборной Шотландии в матче против сборной Колумбии на Кубке Роуза.
В зимнее трансферное окно сезона 1989/1990 Галлахер перешёл в английский клуб «Ковентри Сити», заплативший за него 900 тысяч фунтов стерлингов. Через три года шотландец перешёл в «Блэкберн Роверс», которому он обошёлся в 1,5 миллиона фунтов, и составил в нападении пару Алану Ширеру. В сезоне 1993/1994 «Роверс» заняли второе место в Премьер-лиге, а в следующем стали чемпионами Англии, однако в чемпионском сезона Галлахер из-за перелома ноги сыграл лишь один матч, в котором отметился голом. После ухода Ширера в «Ньюкасл Юнайтед» в 1996 году Галлахер сформировал достаточно успешный дуэт нападающих с Крисом Саттоном, в сезоне 1997/1998 они на двоих забили 34 гола (18 — Саттон, 16 — Галлахер). В том же сезоне Галлахер своими шестью голами в отборочном турнире помог сборной Шотландии попасть на чемпионат мира во Франции.
После вылета «Блэкберн Роверс» из Премьер-лиги в 1999 году Галлахер перешёл в «Ньюкасл Юнайтед», став первым приобретением Бобби Робсона на посту менеджера клуба. В «Ньюкасле» шотландец воссоединился с Аланом Ширером, однако играл уже не в нападении, а на позиции правого вингера.
В 2001 году 34-летний Галлахер покинул «Ньюкасл» и следующие полтора сезона выступал за команды первого и второго дивизиона Англии: «Престон Норт Энд», «Шеффилд Уэнсдей» и «Хаддерсфилд Таун». В 2002 году он завершил карьеру игрока.
После завершения карьеры игрока Галлахер работает спортивным комментатором и аналитиком на радио и телевидении, ведёт колонку в газете Lancashire Telegraph. Также он написал полу-автобиографическую книгу «Тартановый хаос: Падения и взлёты шотландского футбола», изданную в 2006 году.

## Достижения
«Блэкберн Роверс»:
- Чемпион Англии: 1994/95